# Zvonimir Rogoz
Zvonimir Rogoz (Zagreb, 10 oktober 1887 – aldaar,6 februari 1988) was een Kroatisch acteur.

## Levensloop en carrière
Rogoz werd geboren in 1887 in Zagreb. Rogoz werd een bekend acteur in Tsjecho-Slowakije tussen de twee Wereldoorlogen. Zijn bekendste film is Ecstasy met Hedy Lamarr. Dit was de eerste film waarin een vrouw frontaal naakt te zien was. De carrière van Rogoz duurde meer dan 50 jaar. In 1988 speelde hij nog mee in de Kroatische film The Glembays.
Hij overleed in 1988 op 100-jarige leeftijd.
- Bibsys: 99068677
- Biblioteca Nacional de España: XX1710260
- Bibliothèque nationale de France: cb16189634z (data)
- Gemeinsame Normdatei: 1062259718
- International Standard Name Identifier: 0000 0000 7852 8965
- Library of Congress Control Number: no2002087370
- Nationale Bibliotheek van Tsjechië: pna2010574789
- Virtual International Authority File: 233149294339480521894